# Cuatro babys
«Cuatro babys» (sic; a veces estilizado como «4 babys») es una canción del cantante colombiano Maluma en colaboración de los cantantes puertorriqueños Noriel, Bryant Myers y Juhn. Fue lanzada el 14 de octubre de 2016 como sencillo fue incluida en el álbum recopilatorio de Noriel, Trap Capos: Season 1.

## Vídeo musical
El vídeo musical de este sencillo fue lanzado el 14 de octubre de 2016 y subido al canal de YouTube de Maluma, pese a ser tema de Noriel. Alcanzó 810 millones de reproducciones en 1 año.
Semanas después, se confirmó que la razón por la que se subió al canal de Maluma fue para que se hiciera más conocida.

## Críticas
Varias cadenas televisivas latinoamericanas e incluso activistas y periodistas han criticado Cuatro Babys, que fue calificada como: "Una canción con alto contenido ofensivo y machista, que es denigrante para las personas en especial para las mujeres." apelando hasta en tal caso extremo de retirar la canción de internet por su contenido misógino. Inclusive, una activista española llamada Yolanda Domínguez pidió censurar o retirar la canción de internet, considerándola que la canción "describe a las mujeres como meros cuerpos y objetos sin valor, que están disponibles siempre al deseo sexual ilimitado de los hombres adinerados".
En varias ocasiones el artista colombiano ha dicho en entrevistas televisivas y en medios de comunicación, que la canción no la compuso él y aseguró:

“A todos les gusta, y voy a cantar igualmente estas canciones aunque la gente la cuestione si está bien o mal”
Maluma

En abril de 2018, previo a su F.A.M.E. Tour, un grupo de activistas femeninos de España firmaron una petición para que Maluma no se presente en el país por sus "Sus letras machistas y misóginas". Varios artistas han expresado su rechazo ante el trabajo de Maluma.

## Posicionamiento

### Listas semanales
| Lista (2016)                             | Mejor posición |
| ---------------------------------------- | -------------- |
| Colombia (National Report)               | 21             |
| España (El portal de la Música)          | 55             |
| Estados Unidos Latin Airplay (Billboard) | 15             |
| República Dominicana (Monitor Latino)    | 81             |

## Certificaciones
| País                  | Certificación | Ventas  |
| --------------------- | ------------- | ------- |
| España (PROMUSICAE)   | Oro           | 20 000  |
| Estados Unidos (RIAA) | 3× Platino    | 300 000 |
| Latinoamérica         | 1× Oro        | 300 000 |